# Stratford-upon-Avon
Stratford-upon-Avon est une ville du centre de l'Angleterre, dans le comté du Warwickshire. La ville est connue pour avoir été le lieu de naissance du dramaturge britannique William Shakespeare en 1564. Il y revint en 1611, assez riche et célèbre pour s'offrir des armoiries et passa les dernières années de sa vie dans sa maison de New Place. En sa mémoire, une ville du Canada a été appelée Stratford. 
Stratford-upon-Avon est situé à proximité de la ville d'Oxford. La ville possède deux théâtres réputés en Angleterre, qui sont le Royal Shakespeare Theatre, et le Swan Theatre. La troupe d'acteurs « Royal Shakespeare Company » en est originaire, et s'y produit régulièrement.
La ville compte, en 2013, 27 679 habitants.

## Lieux et monuments
- Shakespeare Birthplace Trust, fondation créée en 1847, entre autres pour l'acquisition et la mise en valeur des maisons de William Shakespeare et de sa famille.

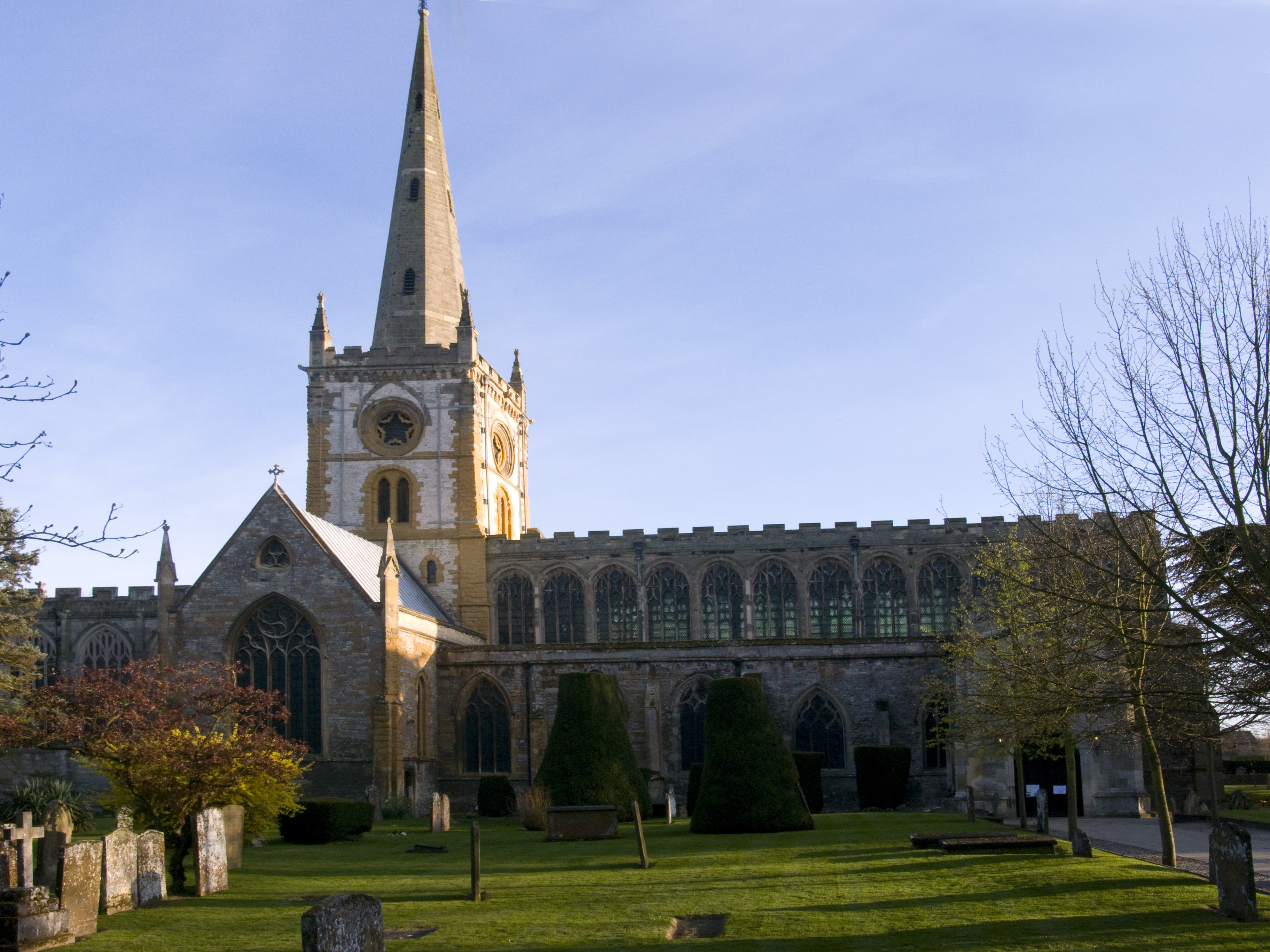
Église de la Sainte-Trinité où repose Shakespeare
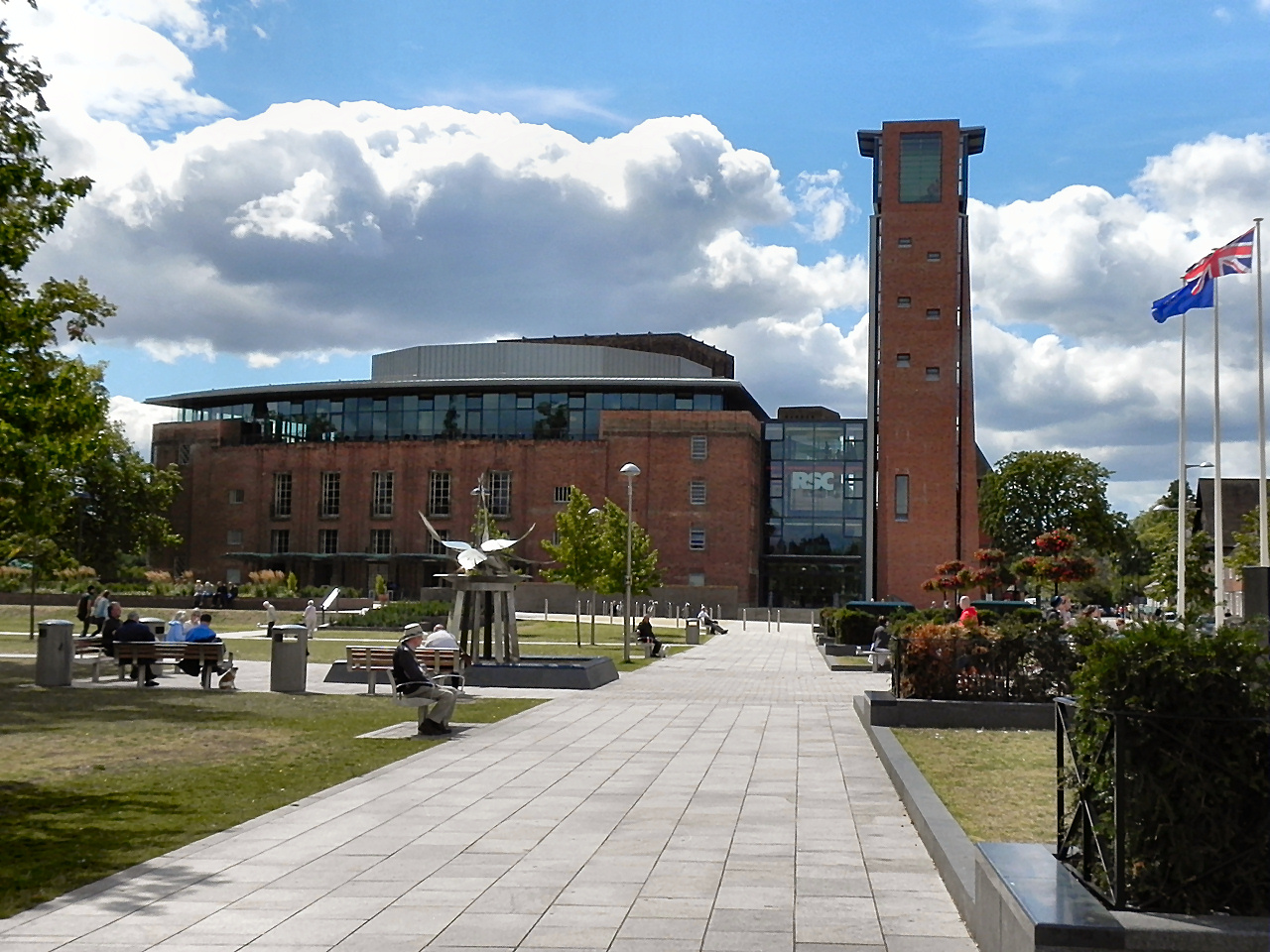
Royal Shakespeare Theatre siège de la Royal Shakespeare Company
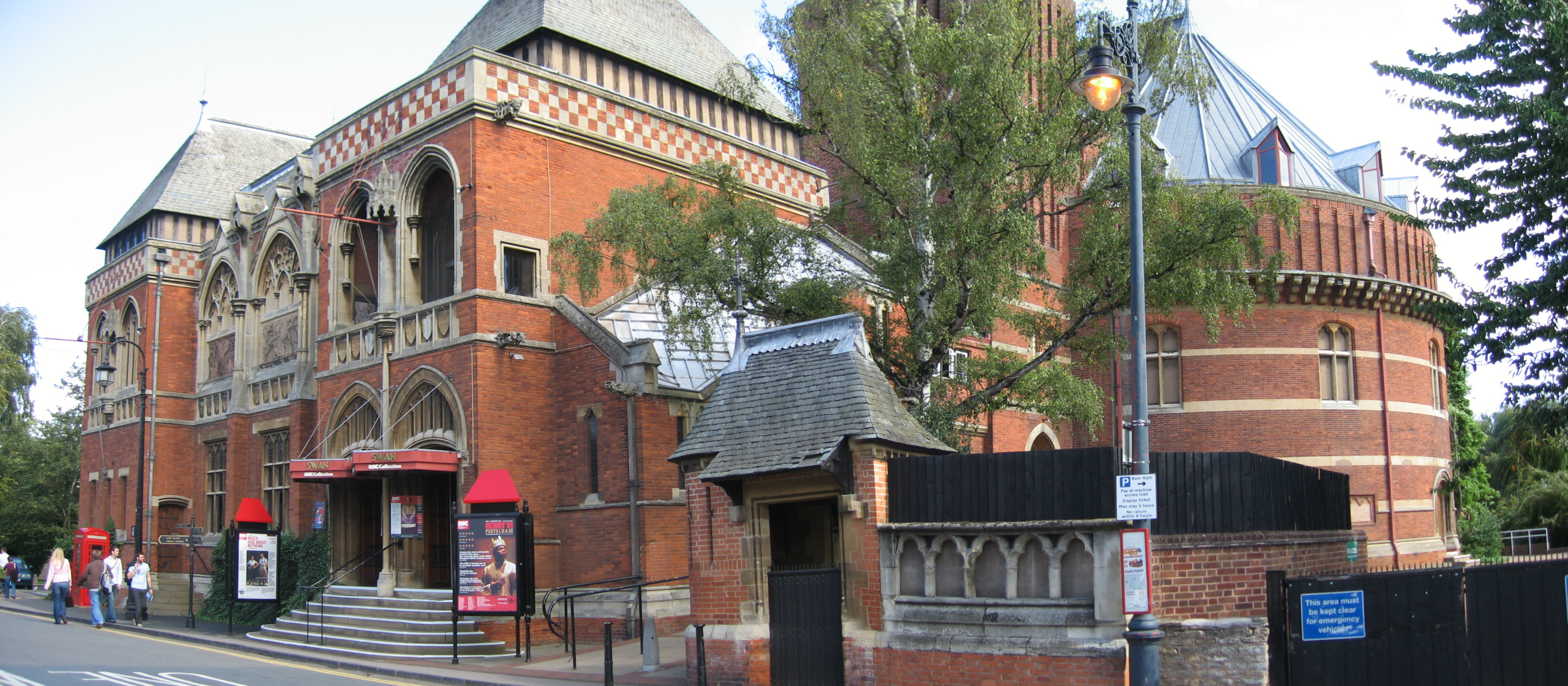
Swan Theatre, qui accueille la Royal Shakespeare Company